# 湯抱温泉
湯抱温泉（ゆがかいおんせん）は、島根県邑智郡美郷町（旧国石見国）にある温泉。

## 泉質
- 含塩化土類食塩泉

源泉温度20 - 36℃

## 効能
- 神経痛
- リウマチ

## 温泉街
大山隠岐国立公園内、三次街道(石見銀山街道）に沿い、江の川支流の尻無川と湯抱川に望む鄙びた温泉地で、夏には蛍が飛び交うほど、自然に恵まれている。中国自然歩道が通っていて、石見銀山や三瓶山方面につながっている。2022年4月現在、宿泊施設は中村旅館1軒存在する。
湯治、保養向け。地元の食材を名物とし、山菜、鮎、ヤマメ、松茸、鴨、猪などの料理が出される。

## 歴史
戦国時代のころから温泉が湧いたと伝えられているが、詳細は不明。斎藤茂吉がこの地を訪れ、研究の結果、万葉の詩人、柿本人麻呂の終焉の地であると発表した。「人麻呂がつひのいのちを終りたる鴨山をしもここに定む」と記された、茂吉直筆の歌碑が存在し、それにちなんで、斎藤茂吉鴨山記念館がある。

## アクセス
- 鉄道
  - JR山陰本線大田市駅下車、石見交通　粕淵線（バス）で約40分　湯抱温泉口下車。